# Raquel Cabezón
Raquel Cabezón Muñoz (Barcelona, 15 de septiembre de 1978) es una exfutbolista y entrenadora española.

## Trayectoria
Jugaba como centrocampista. Debutó en la temporada 1995/1996 con el primer equipo del Real Club Deportivo Espanyol femenino de Barcelona, donde jugó durante doce temporadas y llegó a ser capitana. Durante esta etapa, llegó a ganar con este equipo dos Copas de la Reina y una Liga Profesional de Fútbol Femenino. Además, jugó una temporada en el FC Barcelona y se retiró en 2008 jugando para el Levante UD. Entre 1998 y 2007, fue internacional con la selección femenina de fútbol de España .
Durante dos temporadas, fue la máxima responsable de la sección femenina del RCD Espanyol de Barcelona, siendo sustituida en junio de 2022 por la exjugadora Dolors Ribalta.

## Clubes
| Club         | País   | Año         |
| ------------ | ------ | ----------- |
| RCD Espanyol | España | 1994 - 2005 |
| FC Barcelona | España | 2005 - 2006 |
| RCD Espanyol | España | 2006 - 2007 |
| Levante UD   | España | 2007 - 2008 |

## Palmarés
RCD Espanyol
- Copa de la Reina de Fútbol: 1996, 1997

Levante UD
- Primera División Femenina de España: 2007-08